# Qəbələ (Stadt)
Qəbələ (auch Qäbälä, aserbaidschanische Aussprache etwa wie Gäbälä; daneben auch Qabala; russisch Габала Gabala oder Габеля Gabelja, bis 1991 Куткашен Kutkaschen) ist eine Stadt im gleichnamigen Rayon in Aserbaidschan. Sie hat 14.100 Einwohner (Stand: 2021). 2014 betrug die Einwohnerzahl etwa 13.200.
Sie liegt im Großen Kaukasus, 220 Kilometer nordwestlich von Baku, nahe den Flüssen Qaraçay und Qoçalançay. Unweit der Stadt betrieb Russland bis 2012 die Radarstation Qəbələ.

## Wirtschaft
Die Wirtschaft der Stadt stützt sich auf die Produktion von Gemüsekonserven, Tabak und das Trocknen von Seidenraupen-Kokons.

## Kultur und Erholung

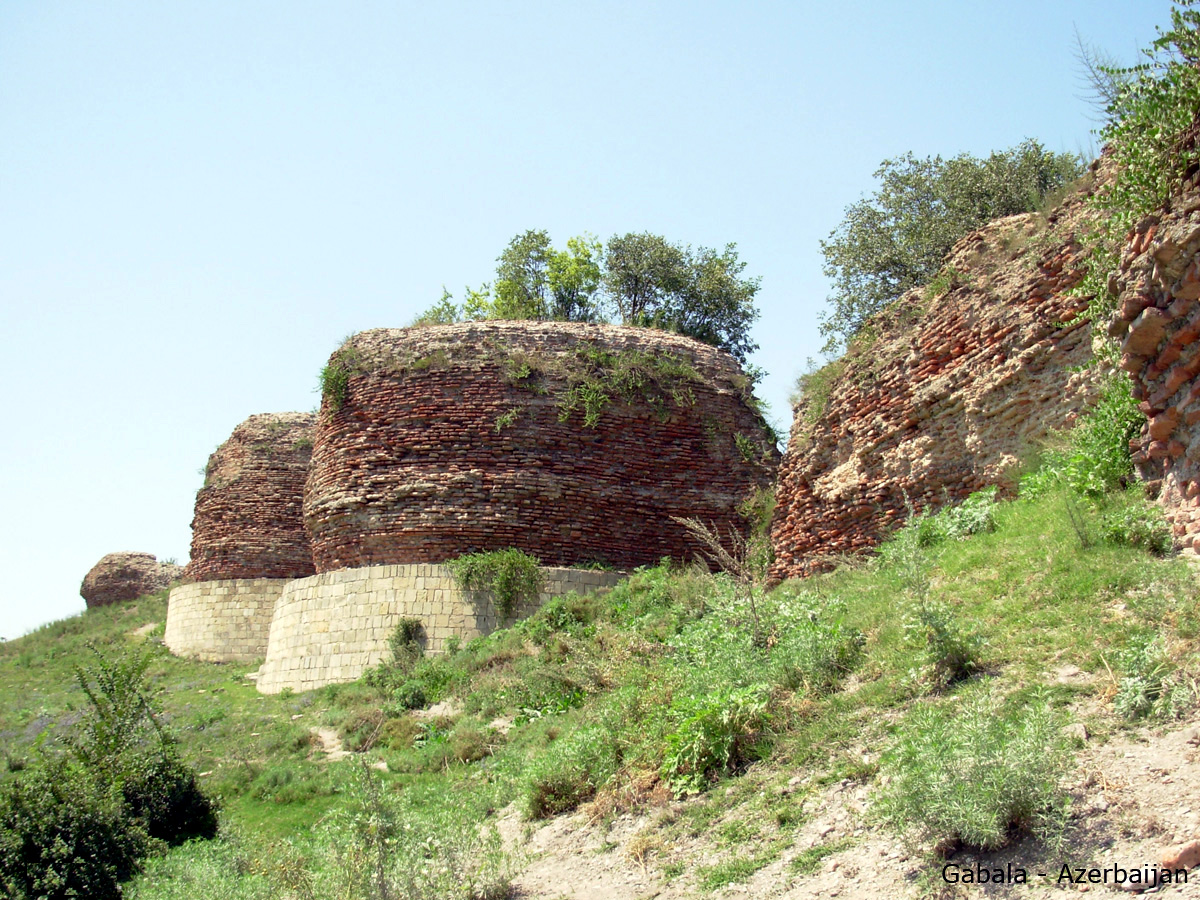
Ruinen des antiken Çuxur Qəbələ

In der Stadt gibt es ein in einer früheren Moschee untergebrachtes Museum zur Geschichte der Region, in dem archäologische Funde ausgestellt werden, darunter griechische Münzen aus der Zeit Alexanders des Großen. Außerdem gibt es in der Stadt ein Kulturzentrum aus der Sowjetzeit, das mit einem großen Mosaik verziert ist, mehrere alte Steinhäuser und das Denkmal des Rashidbek. In Qəbələ liegt des Weiteren ein nach Heydar Aliyev benannter Park.
Rund 20 Kilometer vor der Stadt liegen die Ruinen der historischen Stadt Çuxur Qəbələ aus dem 4. Jahrhundert vor Christus, die 1959 entdeckt wurden. Die Stadt war die alte Hauptstadt des antiken Königreiches Albania, bevor diese nach der Eroberung durch den Herrscher des Sassanidenreiches Peroz I. nach Partaw (damals „Perozabad“, pers. Perozstadt) verlegt werden musste. Auch danach war das antike Gabala noch eine Bischofsstadt, die ausgegrabenen Befestigungen stammen wahrscheinlich aus dem 5.–6. Jahrhundert n. Chr. Auf einem 25 Hektar großen Gelände wurden eine Stadtmauer mit Zinnen, Toren, Wachtürmen, Wohnhäusern, Schmelzöfen und Friedhöfen ausgegraben. Gefundene Artefakte belegen Handelsbeziehungen nach Europa, Asien und dem Nahen Osten.

## Verkehr
Die Stadt ist an das Busnetz des Landes angeschlossen.
Anfang 2021 soll mit einer Bahnstrecke nach Ləki an der Bahnstrecke Baku–Böyük Kəsik eine Anbindung der Stadt an das Netz der Azərbaycan Dəmir Yolları erfolgen. Die im Bau aufwändige Bergstrecke erfordert sechs Tunnel und sieben Brücken. Sie wird elektrifiziert. Durchgehende Personenzüge nach Baku sind geplant. Außer dem Endbahnhof Qəbələ wird es unterwegs noch einen Haltepunkt beim Rayonzentrum Ağdaş geben.

## Sport
Qəbələ ist Heimat des FK Qəbələ, eines in der Premyer Liqası spielenden Fußballklubs.